# I Blame Coco
Eliot Pauline Sumner, bedre kendt som I Blame Coco (født 30. juli 1990) er en britisk musiker, som er barn af Police-forsangeren Sting (borgerligt navn: Gordon Matthew Thomas Sumner). I 2010 udsendte Sumner sin første single "Caeser" sammen med den svenske sangerinde Robyn.
Sumner er kendt for sin utrolig dybe sangstemme.

## Diskografi

### Studiealbum
| Titel                          | Albumdetaljer                                                               | Højeste hitlisteplacering | Højeste hitlisteplacering | Højeste hitlisteplacering | Højeste hitlisteplacering | Højeste hitlisteplacering | Højeste hitlisteplacering | Højeste hitlisteplacering | Højeste hitlisteplacering | Højeste hitlisteplacering |
| Titel                          | Albumdetaljer                                                               | UK                        | AUT                       | BEL (VL)                  | BEL (WA)                  | FRA                       | GER                       | POL                       | SWI                       |                           |
| ------------------------------ | --------------------------------------------------------------------------- | ------------------------- | ------------------------- | ------------------------- | ------------------------- | ------------------------- | ------------------------- | ------------------------- | ------------------------- | ------------------------- |
| The Constant (as I Blame Coco) | - Released: 8 November 2010 - Label: Island - Formats: CD, digital download | 86                        | 58                        | 82                        | 88                        | 41                        | 31                        | 36                        | 72                        |                           |
| Information                    | - Released: 22 January 2016 - Label: Island - Formats: CD, digital download | —                         | —                         | —                         | —                         | —                         | 99                        | —                         | —                         |                           |
| Nosferatu (as Vaal)            | - Released: 25 January 2019 - Label: Pale Blue Dot - Formats: Vinyl         | —                         | —                         | —                         | —                         | —                         | —                         | —                         | —                         |                           |

### Singler

#### Som primær kunstner
| Titel                      | År   | Højeste hitlisteplacering | Højeste hitlisteplacering | Højeste hitlisteplacering | Højeste hitlisteplacering | Album        |
| Titel                      | År   | UK                        | BEL (VL)                  | BEL (WA)                  | GER                       | Album        |
| -------------------------- | ---- | ------------------------- | ------------------------- | ------------------------- | ------------------------- | ------------ |
| "Caesar" (featuring Robyn) | 2010 | —                         | —                         | —                         | —                         | The Constant |
| "Selfmachine"              | 2010 | 64                        | 53                        | 93                        | 56                        | The Constant |
| "Quicker"                  | 2010 | —                         | 91                        | —                         | —                         | The Constant |
| "In Spirit Golden"         | 2010 | —                         | —                         | —                         | —                         | The Constant |
| "Turn Your Back on Love"   | 2011 | —                         | —                         | —                         | —                         | The Constant |
| "Information"              | 2014 | —                         | —                         | —                         | —                         | Information  |
| "I Followed You Home"      | 2014 | —                         | —                         | —                         | —                         | Information  |
| "Dead Arms & Dead Legs"    | 2015 | —                         | —                         | —                         | —                         | Information  |
| "After Dark"               | 2015 | —                         | —                         | —                         | —                         | Information  |
| "Firewood"                 | 2015 | —                         | —                         | —                         | —                         | Information  |
| "Species"                  | 2015 | —                         | —                         | —                         | —                         | Information  |

#### Som gæsteoptrædende
| Titel                      | År   | Højeste hitlisteplacering | Højeste hitlisteplacering | Album      |
| Titel                      | År   | UK                        | UK Dance                  | Album      |
| -------------------------- | ---- | ------------------------- | ------------------------- | ---------- |
| "Animal" (with Miike Snow) | 2009 | 98                        | —                         | Miike Snow |
| "Splash" (with Sub Focus)  | 2010 | 41                        | 7                         | Sub Focus  |

#### Remix
- Eliot Sumner – After Dark (Mr Tophat's Alterned 303 Remix)
- Eliot Sumner – After Dark (Dixon Remix)
- Eliot Sumner – Firewood – Lakker Remix